# Mănăstirea Gura Văii
Mănăstirea Gura Văii este o mănăstire ortodoxă din România situată în comuna Recea, județul Brașov.